# SNCAO

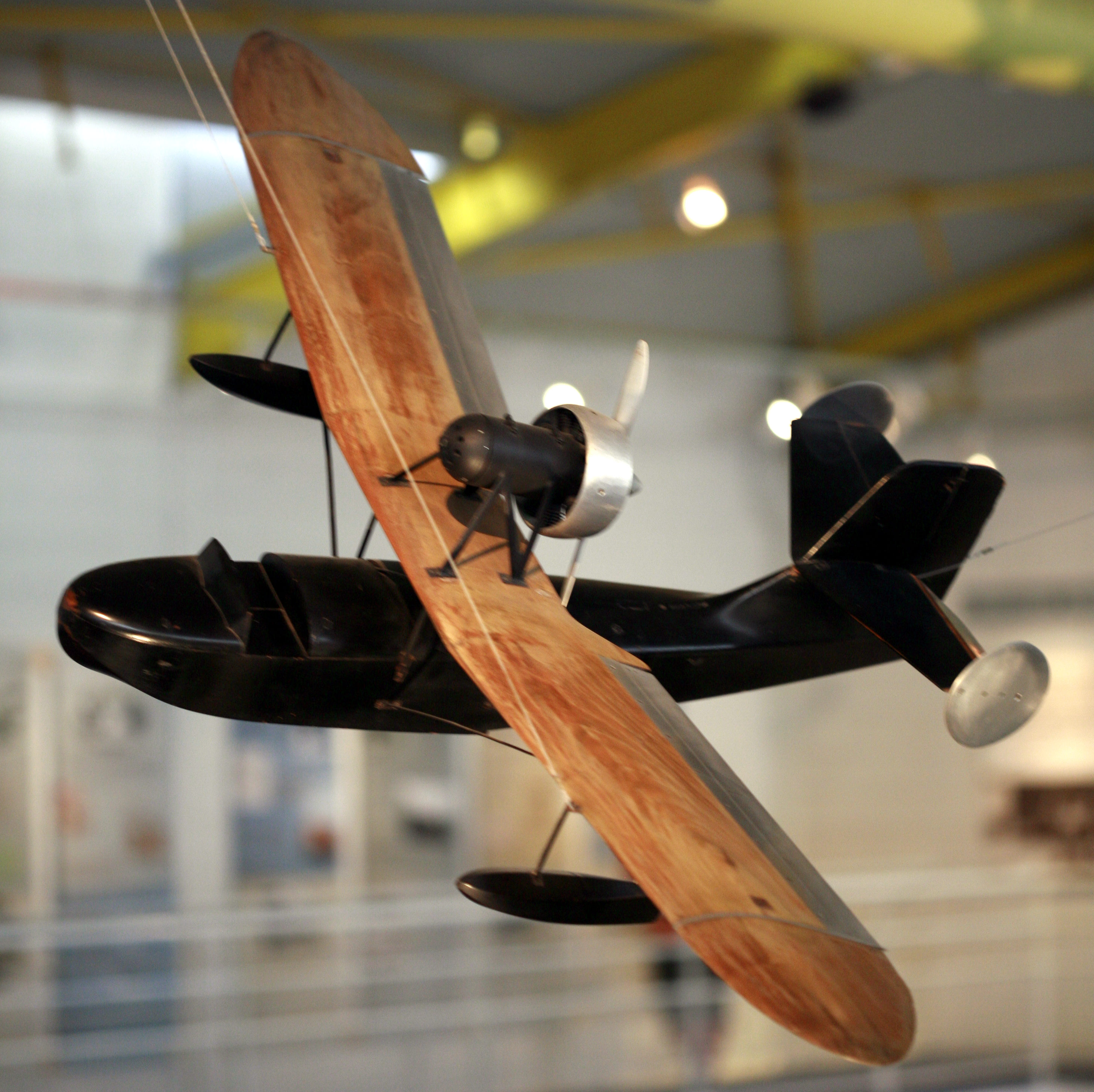
Модель CAO.30 для випробувань в аеродинамічній трубі

SNCAO (акронім від Société nationale des constructions aéronautiques de l’Ouest) — нині не існуюча французька авіабудівна компанія.

## Історія
Компанія заснована 16 листопада 1936 року злиттям націоналізованих фірм Breguet (Бугене) і Loire-Nieuport (Сен-Назер та Іссі-ле-Муліно).
З моменту свого утворення продовжувала випуск літаків, які раніше вироблялися фірмами-попередниками, у тому числі Breguet Br.691 і Loire 130; однак, жодна з чотирьох моделей літаків, розроблених власним КБ, через різні обставини не випускалася серійно.
Також на заводі в Сен-Назері SNCAO займалася збиранням придбаних національними ВПС в США 280 навчальних літаків North American NA-57 і виробила 82 комплекти набору центральної секції крила для бомбардувальників LeO-451.
Під час битви за Францію 1940 року, на момент перемир'я у виробництві знаходилися 40 гідропланів типу CAO.30 та 12 винищувачів CAO.200, які не були завершені. Перспективний важкий бомбардувальник CAO.700, прототип якого здійснив перший політ у червні того ж року, не мав шансів піти в серію.
В 1941 році компанія була поглинена аналогічним об'єднанням SNCASO. У його складі виробничі потужності колишньої SNCAO у 1957 році увійшли до складу Sud-Aviation і далі в Aérospatiale, нині EADS.

## Власні розробки фірми
- SNCAO CAO.30 — тримісний навчальний гідроплан, відомий також як LN-130 і (за назвою другого прототипу) САО-300; із 40 замовлених ВМС випущено 2[2];
- SNCAO CAO.600 — одномісний винищувач, випущений 1 із 12 замовлених;
- SNCAO CAO.600 — двомоторний бомбардувальник, 1 прототип (1-й політ 21 березня 1940);
- SNCAO CAO.700 — чотиримоторний бомбардувальник, 1 прототип (1-й політ 24 червня 1940 року).